# Звёздные войны: Ученик Джедая. Похитители памяти
Похитители памяти — третья книга серии Ученик Джедая.
Оби-Ван Кеноби становится падаваном Куай-Гон Джинна и официально получает первое совместное задание, пронаблюдать ход выборов на планете Гала. Наследный принц Беджу также должен участвовать в выборах на общих основаниях и джедаям надо всего лишь удостовериться что выборы прошли честно.
Однако, во время перелёта случились непредвиденные обстоятельства и героям пришлось совершить вынужденную посадку на планете Финдар, как затем оказалось далеко не случайную. Братья Дерида (один из них Гуэрра подружился с Оби-Ваном в прошлой книге) по сути похитили их, чтобы помочь освободить родную планету от Синдиката. Глава синдиката Бафту жестоко управляет планетой, держа людей в нищете и страхе, жителям, недовольным режимом стирается память. Кроме того джедаи обнаруживают, что между Бафту и Беджу есть определённый договор и они соглашаются помочь.
Через некоторое время Оби-Ван попадает в плен и подвергается процедуре стирания памяти, после чего его отправляют на Галу. Использовав всё мастерство джедая ему удаётся сохранить рассудок и, заодно, воспользоваться кораблём принца Беджу для возвращения на Финдар. Коварные планы Синдиката были разрушены, аппарат стирания уничтожен, а счастливые финдианцы избавлены от нищеты и страха.

## Действующие персонажи
- Куай-Гон Джинн — мастер джедай
- Оби-Ван Кеноби — его ученик
- Гуэрра Дерида, Пакси Дерида — братья Дерида, заманившие джедаев на планету
- Бафту — глава Синдиката
- Терра Дерида — подруга Бафту, сестра братьев Дерида, в детстве ей стёрли память
- Дуэнна — мать Деррида, служанка в замке Бафту
- принц Беджу — галасийский принц, заключивший тайный договор с синдикатом, на поставку медикаментов в обмен на полезные ископаемые.